# Аль-Хафез, Амин (премьер-министр Ливана)
Амин аль-Хафез (араб. أمين الحافظ‎; 26 января 1926, Триполи, Ливан — 13 июля 2009, Бейрут, Ливан) — ливанский государственный деятель, премьер-министр Ливана (1973).

## Биография
Окончил юридический факультет Учился на факультете права в Ливанского университета, также обучался в Каирском университете и в Американском университете в Бейруте. Продолжил свою дипломную работу в Лозаннском университете и изучал международное публичное право в Академии международного права при Международном Суде в Гааге.
В 1960—1996 годах — депутат Национального собрания Ливана.
В апреле — июне 1973 г. — премьер-министр Ливана.
Ушёл в отставку вследствие отказа президента Сулеймана Франжье и лидеров суннитской оппозиции признать его назначение.
С 1996 года в отставке.
Умер 13 июля 2009 года в возрасте 83 лет после продолжительной борьбы с нераскрытым хроническим заболеванием.